# أندرياس بيرغر (منافس ألعاب قوى)
أندرياس بيرغر (بالألمانية: Andreas Berger)‏ هو منافس ألعاب قوى نمساوي، ولد في 9 يونيو 1961 في غموندن في النمسا.

## وصلات خارجية
- أندرياس بيرغر على موقع الاتحاد الدولي لألعاب القوى (الإنجليزية)
- أندرياس بيرغر على موقع اللجنة الأولمبية الدولية (الإنجليزية)
- أندرياس بيرغر على موقع أوليمبيديا (الإنجليزية)